# Merrifieldia hedemanni
Merrifieldia hedemanni es una polilla de la familia Pterophoridae que es autócotona las Islas Canarias.
El tamaño es de unos 15 milímetros (0,6 plg).
Las larvas comen Micromeria varia.